# DeForest Kelley
Jackson DeForest Kelley (Toccoa, Georgia, 20 de enero de 1920-Los Ángeles, 11 de junio de 1999), conocido entre sus colegas como «Dee»,fue un actor, guionista, poeta y cantante estadounidense. Fue conocido por sus papeles en películas del Oeste y alcanzó fama internacional por interpretar al Dr. Leonard McCoy (Bones), del USS Enterprise en la serie de televisión y cine Star Trek (1966-1991).

## Biografía
Kelley nació en Atlanta, Georgia. Su madre era Clora (de soltera Casey) y su padre Ernest David Kelley, ministro baptista de ascendencia irlandesa, Kelley recibió su nombre del ingeniero pionero en electrónica Lee de Forest. Más tarde llamó «David» al padre de su personaje de Star Trek en honor a su propio padre. Kelley tenía un hermano mayor, Ernest Casey Kelley. Antes de terminar su primer año en Conyers, Kelley ponía en práctica con regularidad su talento musical, y a menudo cantaba como solista en los servicios religiosos matutinos. Kelley quería ser médico como su tío, pero su familia no podía permitirse enviarle a la facultad de medicina. Comenzó a cantar en programas de radio locales, incluida una aparición en WSB AM en Atlanta. Gracias a su trabajo en la radio, Kelley consiguió un contrato con Lou Forbes y su orquesta en el Paramount Theater.
En 1934, la familia se marchó de Conyers a Decatur, Georgia. Asistió a la Decatur Boys High School, donde jugó en el equipo de béisbol Decatur Bantams. Kelley también jugó al fútbol y a otros deportes. Antes de graduarse en 1938, Kelley consiguió trabajo en una  tienda de recambios para coches. Pasaba los fines de semana trabajando en los teatros locales.
Debutó en el cine en Luna nueva (1940) y estuvo a punto de conseguir el papel protagonista en Pistola de alquiler (1942), pero en su lugar fue elegido Alan Ladd.
Durante la Segunda Guerra Mundial, Kelley sirvió como soldado raso en las Fuerzas Aéreas del Ejército de los Estados Unidos desde el 10 de marzo de 1943 hasta el 28 de enero de 1946, asignado a la Primera Unidad Cinematográfica con el rango de soldado de primera clase. Tras una larga estancia en Long Beach, California, Kelley decidió seguir una carrera como actor y trasladarse al sur de California de forma permanente, viviendo durante un tiempo con su tío Casey. Trabajó como acomodador en un teatro local para ganar suficiente dinero para la mudanza. La madre de Kelley animó a su hijo en su nuevo objetivo profesional, pero a su padre no le gustaba la idea. Durante su estancia en California, Kelley fue descubierto por un cazatalentos de Paramount Pictures mientras rodaba una película de entrenamiento para la Marina de los Estados Unidos.
En 1945, Kelley se casó con Carolyn Charlotte Meagher Dowling. No tuvieron hijos.

## Trayectoria

#### Primeros papeles
La carrera de Kelley como actor comenzó con la película Fear in the Night (1947). 

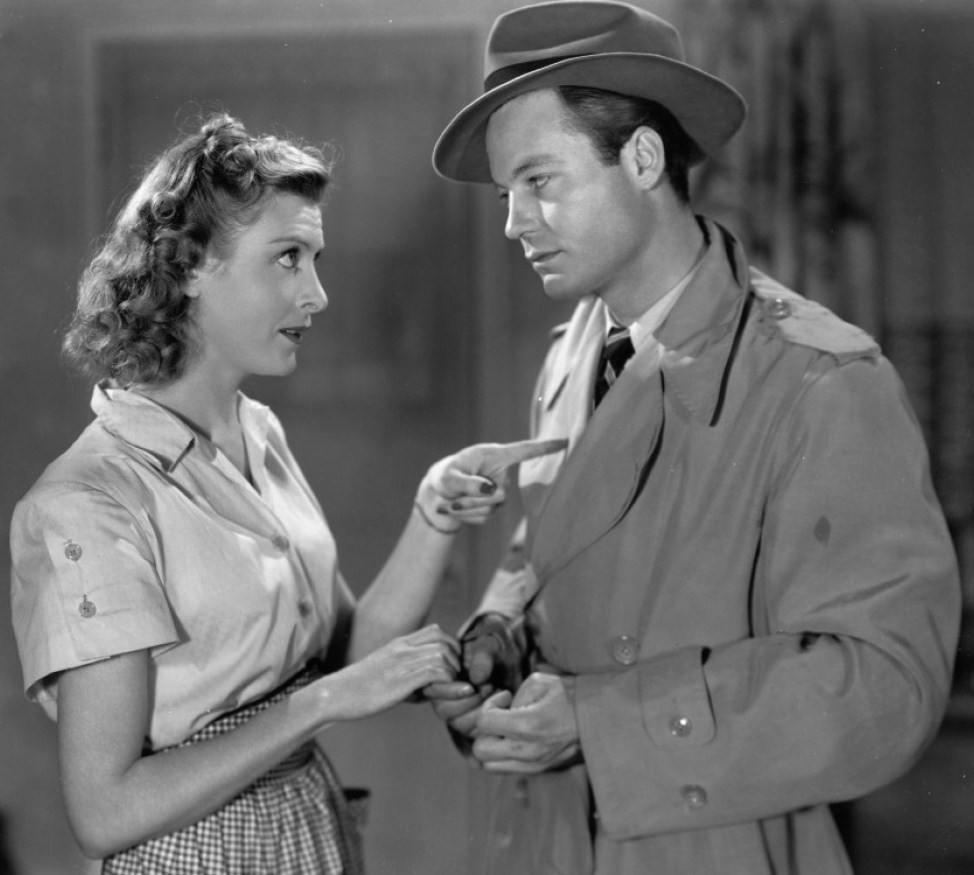
Ann Doran & DeForest Kelley in Fear in the Night

 La película, de cine negro de bajo presupuesto, fue un éxito, le dio a conocer al público nacional y le hizo creer que pronto se convertiría en una estrella. Su siguiente papel, en Variety Girl, le consagró como actor principal y dio lugar a la fundación de su primer club de fans. Sin embargo, Kelley no se convirtió en un actor principal y su esposa Carolyn y él decidieron trasladarse a Nueva York. Encontró trabajo en el teatro y en la televisión en directo, pero después de tres años en Nueva York, los Kelley regresaron a Hollywood.
En California, obtuvo un papel en una entrega del programa You Are There, presentado por Walter Cronkite. Interpretó al propietario del rancho Bob Kitteridge en el episodio de 1949 «Legion of Old Timers» de la serie de televisión El llanero solitario. Esto le llevó a aparecer en Gunfight at the O.K. Corral en el papel de Morgan Earp (hermano de Wyatt Earp, interpretado por Burt Lancaster), papel que le valió tres ofertas cinematográficas, entre ellas Warlock (el hombre de las pistolas de oro), con Henry Fonda y Anthony Quinn.
Kelley apareció en tres episodios de la serie de televisión Science Fiction Theatre. En 1957, tuvo un pequeño papel como oficial sureño en Raintree County, una película sobre la Guerra Civil dirigida por Edward Dmytryk, junto a Elizabeth Taylor, Montgomery Clift y Lee Marvin. También apareció en papeles principales como capitán de un submarino de la Marina estadounidense en la serie de televisión ambientada en la Segunda Guerra Mundial, The Silent Service. Apareció en el episodio cinco de la primera temporada, «The Spearfish Delivers», como el comandante Dempsey, y en el primer episodio de la segunda temporada, «The Archerfish Spits Straight», como el capitán de corbeta Enright. Su futuro compañero de reparto en Star Trek, Leonard Nimoy, también apareció en dos episodios diferentes de la serie por la misma época.
Kelley apareció tres veces en diversas representaciones del tiroteo en el O.K. Corral; la primera fue en 1955, como Ike Clanton en la serie de televisión You Are There. Dos años más tarde, en la película de 1957 del mismo nombre, interpretó a Morgan Earp. Su tercera aparición fue en un episodio de la tercera temporada de Star Trek (emitido originalmente el 25 de octubre de 1968), titulado «Spectre of the Gun», esta vez interpretando a Tom McLaury.
Kelley también apareció en episodios de The Donna Reed Show, Perry Mason, Tales of Wells Fargo, Wanted: Dead or Alive, Boots and Saddles, Dick Powell's Zane Grey Theatre, Death Valley Days, Riverboat, The Fugitive, Lawman, Bat Masterson, Gunsmoke, Have Gun - Will Travel, The Millionaire, Rawhide y Laredo. Apareció en el episodio de 1962 de Route 66, «1800 Days to Justice» y «The Clover Throne» como Willis. Tuvo un pequeño papel en la película The View from Pompey's Head.
Durante nueve años, Kelley interpretó principalmente a villanos y acumuló una extensa lista de créditos, alternando entre la televisión y el cine. Sin embargo, temía encasillarse, por lo que se alejó de los villanos al protagonizar Where Love Has Gone y un piloto de televisión llamado 333 Montgomery. El piloto fue escrito por un ex policía llamado Gene Roddenberry, y unos años más tarde, Kelley apareció en otro piloto de Roddenberry, Police Story (1967), que tampoco se convirtió en serie.

#### Star Trek
En 1956, nueve años antes de ser elegido para el papel del Dr. McCoy, Kelley interpretó un pequeño papel secundario como médico en The Man in the Gray Flannel Suit (El hombre del traje de franela gris), en el que pronuncia los diagnósticos «Este hombre está muerto, capitán» y «Ese hombre está muerto» a Gregory Peck. Kelley apareció como el capitán de corbeta James Dempsey en dos episodios del drama militar sindicado The Silent Service (El servicio silencioso), basado en historias reales del servicio de submarinos de la Marina de los Estados Unidos. En 1962, apareció en el episodio de Bonanza titulado «The Decision», como un médico condenado a la horca por el asesinato de un periodista. El juez de este episodio fue interpretado por John Hoyt, que más tarde interpretó al Dr. Phillip John Boyce, uno de los predecesores de Leonard McCoy, en el piloto de Star Trek «The Cage». En 1963, apareció en el episodio de The Virginian «Man of Violence» como un médico de caballería «bebedor» con Leonard Nimoy como su paciente (el personaje de Nimoy no sobrevivió). Tal vez no por coincidencia, el episodio fue escrito por John D. F. Black, que pasó a convertirse en escritor-productor de Star Trek. 
Tras rechazar la oferta de Roddenberry en 1964 para interpretar a Spock, Kelley interpretó al Dr. Leonard «Bones» McCoy de 1966 a 1969 en Star Trek. Reinterpretó al personaje en la serie animada Star Trek (1973-74) y en las seis primeras películas de Star Trek (1979-1991). En 1987, también hizo un cameo en «Encounter at Farpoint», el primer episodio de Star Trek: The Next Generation, en el papel del almirante Leonard McCoy, cirujano general emérito de la Flota Estelar. Varios aspectos del pasado de Kelley pasaron a formar parte de la caracterización de McCoy, como su pronunciación de «nuclear» como «nucular.
Kelley se convirtió en un buen amigo de sus compañeros de reparto en Star Trek William Shatner y Leonard Nimoy, desde su primer encuentro en 1964. Durante la primera temporada de Trek, el nombre de Kelley aparecía en los créditos finales junto al resto del reparto. Sólo Shatner y Nimoy aparecían en los créditos iniciales. A medida que el papel de Kelley crecía en importancia durante la primera temporada, recibió un aumento de sueldo de alrededor de 2.500 dólares por episodio y recibió la tercera facturación a partir de la segunda temporada después de Nimoy. A pesar de que el programa reconocía a Kelley como una de sus estrellas, éste se sentía frustrado por la mayor atención que recibía Shatner como actor principal y que recibía Nimoy debido a la «Spockamanía» entre los fans.
Kelley fue el único miembro del reparto de la serie original de Star Trek que nunca escribió ni publicó una autobiografía; la biografía autorizada From Sawdust to Stardust (2005) fue escrita a título póstumo por Terry Lee Rioux, de la Universidad Lamar de Beaumont, Texas. Kelley consideraba que «The Empath» era su episodio televisivo favorito de Star Trek.

#### Después de Star Trek
Tras la cancelación de Star Trek en 1969, Kelley fue víctima del mismo encasillamiento que tanto temía. En 1972, participó en la película de terror Night of the Lepus. Después de eso, Kelley hizo apariciones ocasionales en televisión y en el cine, pero esencialmente se retiró de facto, aparte de interpretar a McCoy en la serie de películas de Star Trek. En 1978, ganaba mucho solo por apariciones en convenciones de Star Trek. Al igual que otros actores de Star Trek, Kelley recibió muy poco de los enormes beneficios que la franquicia generó para Paramount, hasta que Nimoy, como productor ejecutivo, ayudó a Kelley a cobrar un millón de dólares por Star Trek VI: The Undiscovered Country (1991), que fue su última aparición en una película de acción real. En 1987, apareció en el primer episodio de Star Trek: The Next Generation, «Encounter at Farpoint», en el que interpretó a un Dr. McCoy de 137 años. En su última película, Kelley puso voz al Vikingo 1 en The Brave Little Toaster Goes to Mars.

En una entrevista concedida a TLC a finales de la década de 1990, Kelley bromeaba diciendo que uno de sus mayores temores era que las palabras grabadas en su lápida fueran «Está muerto, Jim». La necrológica de Kelley en Newsweek empezaba así: "Ni siquiera vamos a intentar resistirnos: Ha muerto, Jim".

## Premios y reconocimientos
Kelley recibió una estrella en el Paseo de la Fama de Hollywood. En 1999, poco antes de morir, fue galardonado con el premio Bota de Oro por su contribución al género de la televisión y el cine del Oeste.

## Muerte
Kelley fue diagnosticado de cáncer de estómago en 1997, del que falleció el 11 de junio de 1999, a los 79 años, en el Motion Picture and Television Country House and Hospital de Woodland Hills, Los Ángeles. Sus restos fueron incinerados y las cenizas esparcidas por el océano Pacífico.

## Filmografía

### Cine
- 1947 Fear in the Night.
- 1947 Variety Girl.
- 1956 Gunfight at the O.K.corral
- 1959 El hombre de las pistolas de oro
- 1963 Arroyo Comanche
- 1979-1991, Serie de películas Star Trek, I a la VI, como el doctor Leonard "Bones" McCoy.

### Televisión
- 1961-66 Bonanza.
- 1966 - 1969 Star Trek: La serie original.
- 1987 Aparición especial en el primer capítulo de Star Trek: La nueva generación